# Società Polisportiva Ars et Labor 1925-1926
Questa pagina raccoglie le informazioni riguardanti la Società Polisportiva Ars et Labor nelle competizioni ufficiali della stagione 1925-1926.

## Stagione
Dopo cinque stagioni giocate nella massima categoria, la SPAL si ritrova in Seconda Divisione. 
Il presidente Ridolfi conferma alla guida della squadra biancazzurra l'allenatore Alt, il quale mantiene intatta l'ossatura della squadra con Sgarbi, Vassarotti, Manfredini e i due Bertacchini, completando la rosa con gli acquisti di Barbieri, Bartel, Romani e dell'impronunciabile polacco Mrkwiska. Vengono ceduti Banchero, Dabbene, Vercelli e Baccilieri.
La SPAL è una macchina da goal, in casa ottiene dieci vittorie su dieci partite, lontano da casa ottiene sei vittorie. Netta la vittoria del girone con sette lunghezze di vantaggio sulla Libertas Lucca (poi sarà Lucchese). Tra i cannonieri biancoazzurri Vassarotti realizza 12 reti, Mrkwiska 11, Bartel, Barbieri e Sgarbi 8, Romani 7. Ma tutto questo non servirà, dato che con la riforma dei campionati e la nascita della Divisione Nazionale a due gironi (che va a comprendere anche le squadre del sud), non saranno previste promozioni.

## Rosa
| N. |                   | Ruolo | Calciatore         |
| -- | ----------------- | ----- | ------------------ |
|    | Italia (bandiera) | P     | Giuseppe Puglioli  |
|    | Italia (bandiera) | D     | Olao Cerini        |
|    | Italia (bandiera) | D     | Felisi             |
|    | Italia (bandiera) | D     | Perelli            |
|    | Italia (bandiera) | D     | Arrigo Bertacchini |
|    | Italia (bandiera) | C     | Athos Bertacchini  |
|    | Italia (bandiera) | C     | Antonio Manfredini |

| N. |                    | Ruolo | Calciatore     |
| -- | ------------------ | ----- | -------------- |
|    | Polonia (bandiera) | C     | Mrkwiska       |
|    | Italia (bandiera)  | C     | Paolo Paganini |
|    | Italia (bandiera)  | C     | Abdon Sgarbi   |
|    | Italia (bandiera)  | A     | Aldo Barbieri  |
|    | Italia (bandiera)  | A     | Bartel         |
|    | Italia (bandiera)  | A     | Mario Romani   |
|    | Italia (bandiera)  | A     | Vassarotti     |

## Risultati

### Seconda Divisione

#### Girone di andata[2]
| Arbitro: | Mainardi (Cremona) |

|  |           |                                                                  |
|  | Marcatori | 46’ Sgarbi 55’, 59’ Bartel 69’ Bertacchini I 76’, 88’ Vassarotti |

| Arbitro: | Pagnin (Treviso) |

|                                   |           |                 |
| Bartel 42’, 46’ Bertacchini I 58’ | Marcatori | 75’ Tirelli III |

| Arbitro: | Medica (Bologna) |

|                                          |           |                  |
| Bartel 6’, 89’ Mrkwiska 78’ Barbieri 88’ | Marcatori | 8’, 53’ Orsenigo |

| Arbitro: | Garbarino (Recco) |

|             |           |  |
| Baldini 44’ | Marcatori |  |

| Arbitro: | Turra (Padova) |

|                              |           |  |
| Romani 39’ Mrkwiska 53’, 68’ | Marcatori |  |

| Arbitro: | Turra (Padova) |

|  |           |                                |
|  | Marcatori | 16’ (rig.) Barbieri 20’ Romani |

| Arbitro: | Bortoletti (Venezia) |

|                                        |           |  |
| Vassarotti 55’ Romani 80’ Barbieri 85’ | Marcatori |  |

| Arbitro: | Pasquinelli (Bologna) |

|           |           |                     |
| Cuttin 4’ | Marcatori | 24’, 46’ Vassarotti |

| Arbitro: | Gamba (Venezia) |

|                                          |           |  |
| Mrkwiska 29’ Vassarotti 44’ Barbieri 67’ | Marcatori |  |

| Arbitro: | Beretta (Novi Ligure) |

|                         |           |            |
| Barni 31’ Innocenti 80’ | Marcatori | 64’ Bartel |

#### Girone di ritorno[5]
| Arbitro: | Susmel (Fiume) |

|                                                                               |           |            |
| Vassarotti 40’ Romani 51’ Bartel 52’ Sgarbi 60’, 70’, 89’ (rig.) Mrkwiska 80’ | Marcatori | 18’ Azzoni |

| Arbitro: | Ortali (Bologna) |

|             |           |  |
| Maselli 28’ | Marcatori |  |

| Arbitro: | Chiaudano (Torino) |

|                |           |            |
| Prosdocimi 25’ | Marcatori | 60’ Sgarbi |

| Arbitro: | Turra (Padova) |

|                                                      |           |                                                     |
| Mrkwiska 22’, 53’ Sgarbi 37’ Barbieri 60’ Romani 62’ | Marcatori | 11’ Csapkay 17’ Salvatorini 73’ Baldini 75’ Baccani |

| Arbitro: | Musso (Genova) |

|               |           |                                     |
| Bonino II 35’ | Marcatori | 5’ Barbieri 34’ Mrkwiska 48’ Romani |

| Arbitro: | Colombati (Padova) |

|                                                   |           |  |
| Mrkwiska 30’ Vassarotti 76’ Romani 80’ Sgarbi 82’ | Marcatori |  |

| Arbitro: | Parodi (Genova) |

|                 |           |                       |
| E.Marchetti 48’ | Marcatori | 43’ (rig.) Vassarotti |

| Arbitro: | Scarpi (Dolo) |

|                                                               |           |                                               |
| Vassarotti 12’, 90’ Barbieri 15’ Mrkwiska 18’ Bertacchini 55’ | Marcatori | 23’, 88’ Miliotti I 35’ Cuttin 67’ Miliotti I |

| Arbitro: | Malagodi (Ferrara) |

|                               |           |                                        |
| Genzini 4’ Voltini 81’ (rig.) | Marcatori | 20’ Mrkwiska 52’ Vassarotti 75’ Sgarbi |

| Arbitro: | Rampin (Venezia) |

|                                             |           |                                        |
| Romani 37’ Vassarotti 47’ Barbieri 72’, 85’ | Marcatori | 10’ Cantini 12’ Innocenti 87’ Nehadoma |